# Verstedelijking

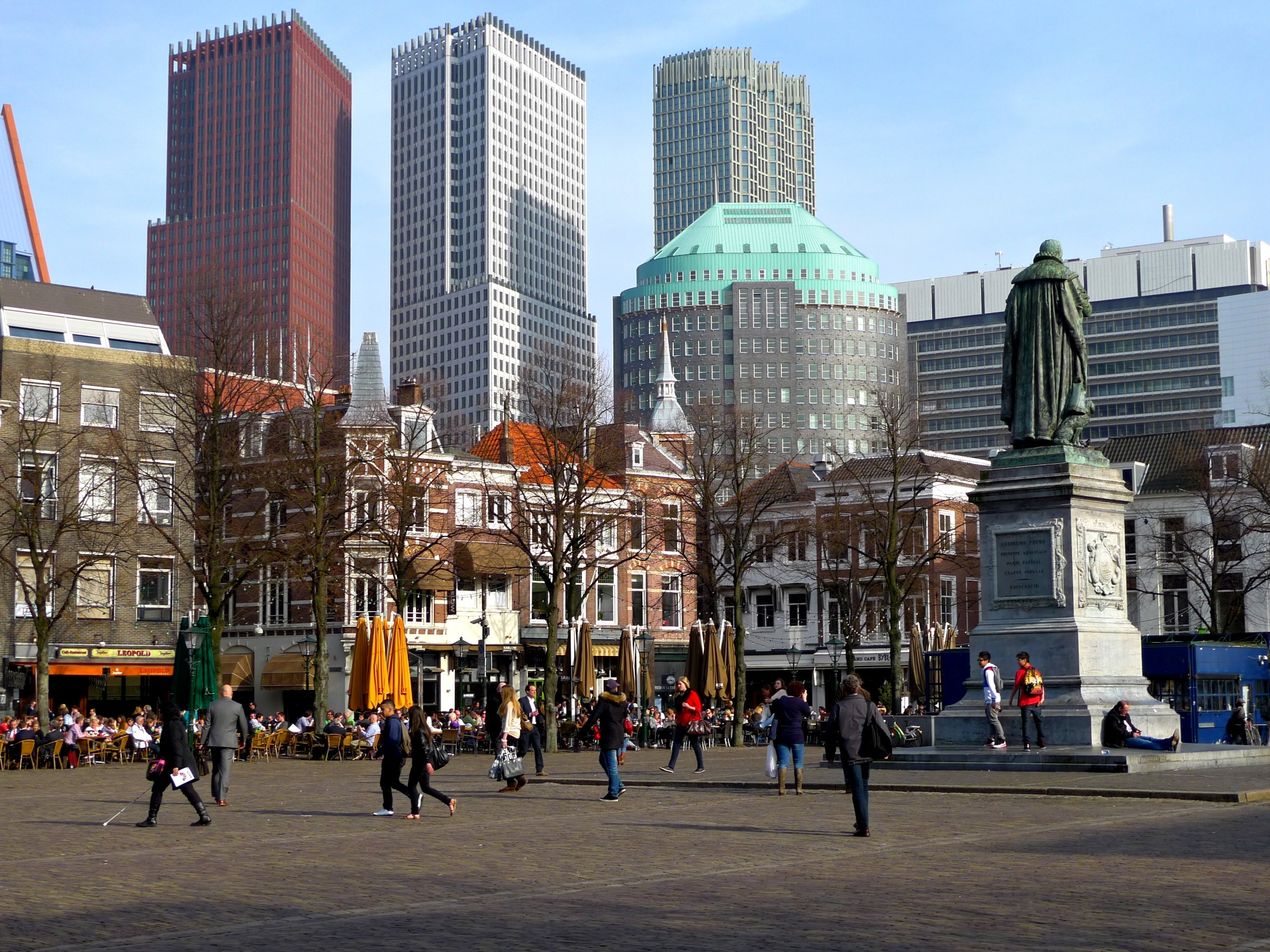
Het Plein in Den Haag, 2012

Verstedelijking of urbanisatie is de geleidelijke uitbreiding van intensief bewoonde gebieden, als gevolg van bevolkingsgroei en veranderingen in het levenspatroon van de bevolking. De mate van verstedelijking wordt uitgedrukt in de urbanisatiegraad. Sinds de 21e eeuw leeft voor het eerst de meerderheid van de wereldbevolking in een stad. De voedselvoorziening wordt daarmee verzorgd door een steeds kleiner deel van de bevolking, en door een steeds kleiner aantal zeer grote bedrijven die voedingsmiddelen produceren en distribueren. Dit vergroot de kwetsbaarheid (en eenzijdigheid) van de voedselbevoorrading . Daarnaast neemt de arbeidsreserve in de landbouwarealen af, en de industrialisatie en verstedelijking van het platteland neemt toe. De verhoogde levensstandaard vergroot de ecologische voetafdruk.

## Geschiedenis en oorzaken

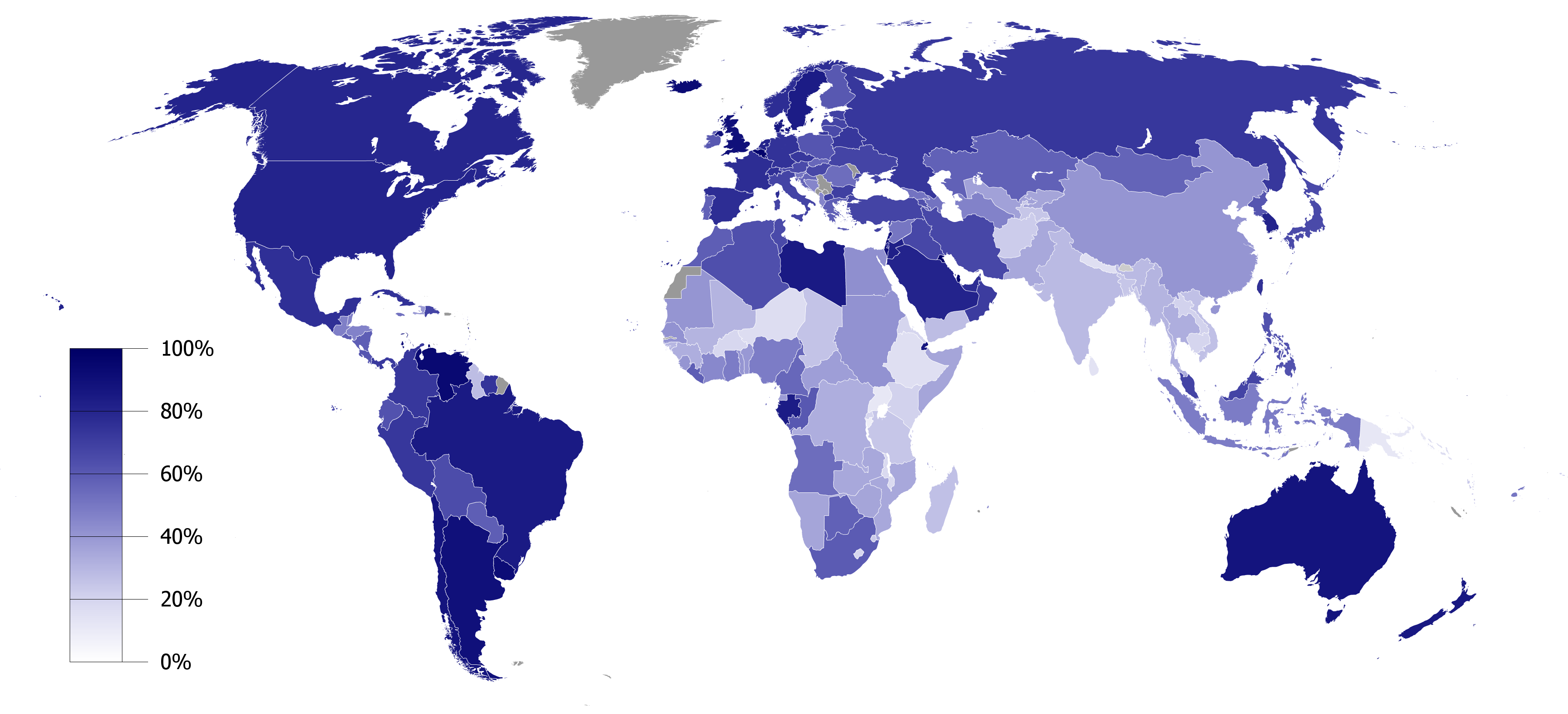
Geürbaniseerd deel van de bevolking per land, 2006.

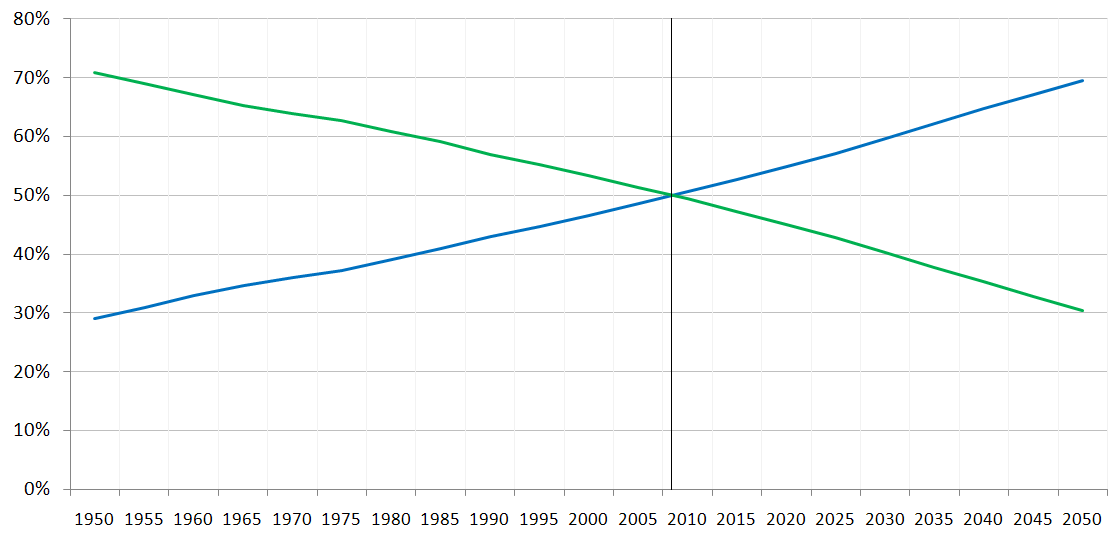
Percentages stads- en plattelandsbewoners op de gehele wereldbevolking.

Hoewel er ook in het verre verleden al zeer grote steden bestonden - zoals Rome rond 100 n.Chr. met 650.000 inwoners - kon pas ten tijde van de industriële revolutie de grote groei van de steden beginnen. Betere landbouwtechnieken lieten toe met minder mankracht grotere opbrengsten te realiseren, waardoor meer mensen buiten de landbouw tewerkgesteld konden worden. Dankzij ontwikkelingen binnen het domein van vervoer werden de steden minder afhankelijk van hun directe omgeving, want het voedsel voor het groeiende aantal stedelingen kon van grotere afstand aangevoerd worden. Tegelijkertijd eisten fabrieken steeds meer arbeiders. Verstedelijking was dus zowel het gevolg als de oorzaak van de industriële revolutie.
De steden hadden (en hebben), anders dan het platteland, een rijk gevarieerde werkgelegenheid, maar hun grote aantrekkingskracht was en is ook sociaal-cultureel van aard: op het gebied van bijvoorbeeld recreatie, winkels, sport, partnerkeuze, medische zorg, huisvesting en allerlei dienstverlening.

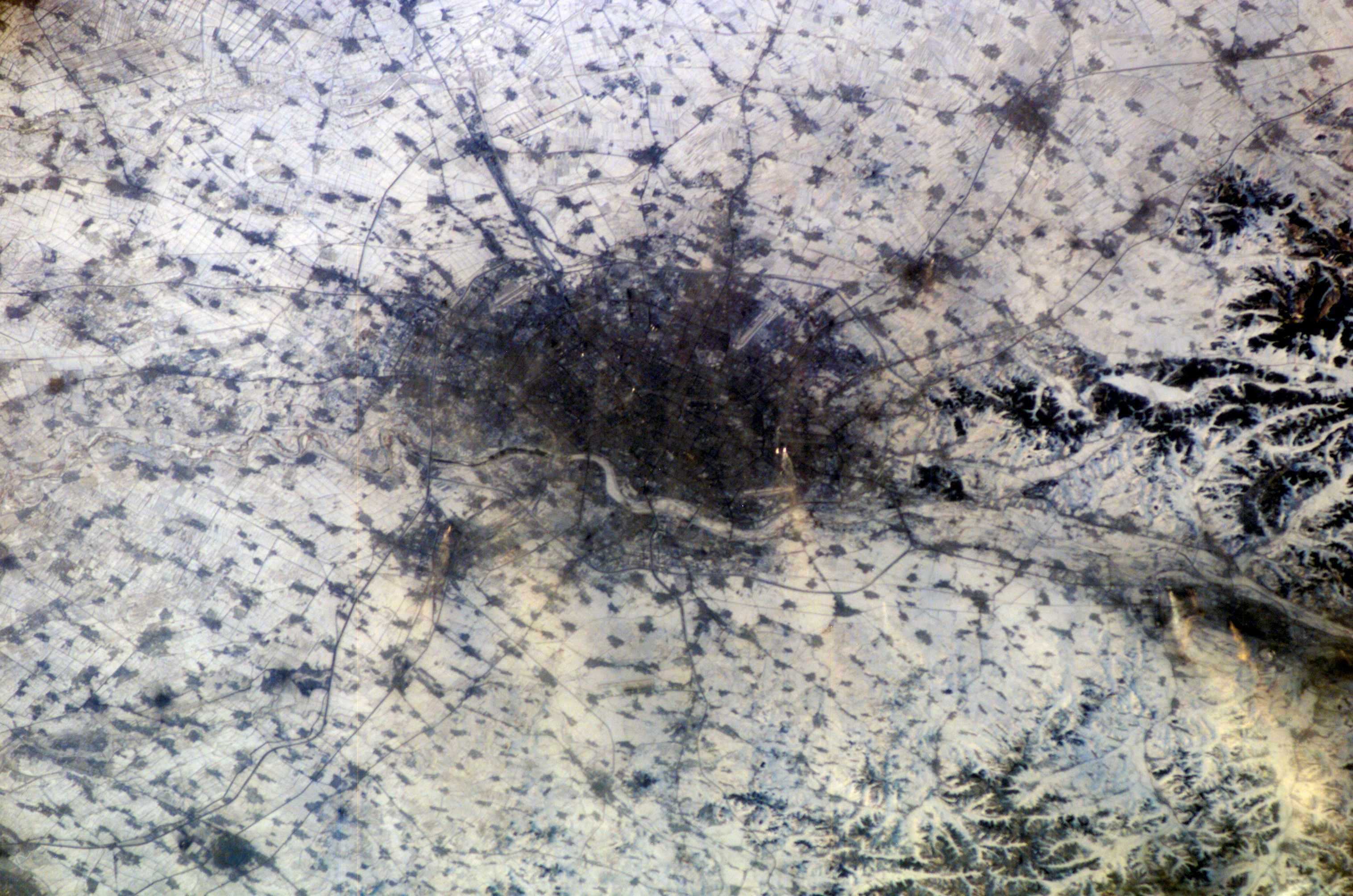
De Chinese miljoenenstad Shenyang vanuit de ruimte, 2005.

Van de totale bevolking leefde rond 1900 zo'n 225 miljoen mensen in steden, 12 tot 15 procent. Tegen 1950 lag dit rond de 30 procent en rond 2000 was dit met een kleine drie miljard mensen bijna de helft. Deels bestond deze groei uit migratie vanaf het platteland, maar sinds de sanitaire revolutie waren steden in staat te groeien door een eigen geboorteoverschot. De levensverwachting in de steden werd in een aantal gevallen ook hoger dan op het platteland, een groot contrast met vroeger tijden. Rond 1750 werd de bevolkingsgroei in Londen bijvoorbeeld met de helft gereduceerd door sterfte.
Deze verstedelijking begon in de westerse wereld. Daar werd het eerste stadium van verstedelijking tegen de jaren 30 tot 50 van de 20e eeuw voltooid. Het westen werd gevolgd door de Sovjet-Unie en Latijns-Amerika. In sommige Latijns-Amerikaanse landen is zij bijna voltooid, in andere Latijns-Amerikaanse en Aziatische landen is zij nog volop in gang, met als gevolg krottenwijken waarin vroegere boeren in de hoop op beter leven komen wonen. In China stimuleerde de overheid het platteland, maar na 1980 vond daar de grootste en snelste verstedelijking ooit plaats. In een aantal Afrikaanse landen is de verstedelijking nog niet begonnen.

### Gevolgen
Over de gehele wereld ontstonden steden met soms tientallen miljoenen inwoners. Het leven in de stad vergde andere omgangsvormen dan die in dorpen en had daarmee een grote invloed op alle facetten van het dagelijks leven. In plaats van traditionele plattelandsgezinnen, waar meerdere generaties onder één dak woonden, kwam er een gezin bestaande uit een man, zijn vrouw en hun kinderen. Dat heeft ook in meer individualisme geresulteerd, doordat familiebanden losser werden. Persoonlijk vertrouwen kon niet meer aan de basis staan, waarmee een groter beroep werd gedaan op het rechtssysteem, politie en opvoeding. Reacties daarop varieerden van de vorming van straatbendes tot buurtverenigingen. Hoewel op veel van de stadsproblemen nog geen bevredigend antwoord is gevonden, had het stadsleven dusdanig veel voordelen dat het mensen aan bleef trekken. Oorzaken daarvan lagen bij werkgelegenheid, onderwijs, gezondheidszorg en uitgaansleven.
Waar kinderen op het platteland nog bij kunnen dragen in het dagelijks onderhoud door bijvoorbeeld het hoeden van dieren, geldt dit in de stad in veel mindere mate, terwijl meisjes in steden meer kans op onderwijs hebben. Dit alles stimuleerde een geboortedaling die zich rond 1970 zo ver had doorgezet in Duitsland en Japan dat het geboortecijfer dermate laag werd dat de bevolking kromp. Na 1980 was dit ook het geval in Rusland en Oekraïne. Mogelijk worden steden door deze trend opnieuw demografische zwarte gaten, deze keer niet door een hoog sterftecijfer, maar door een laag geboortecijfer.

## Suburbanisatie

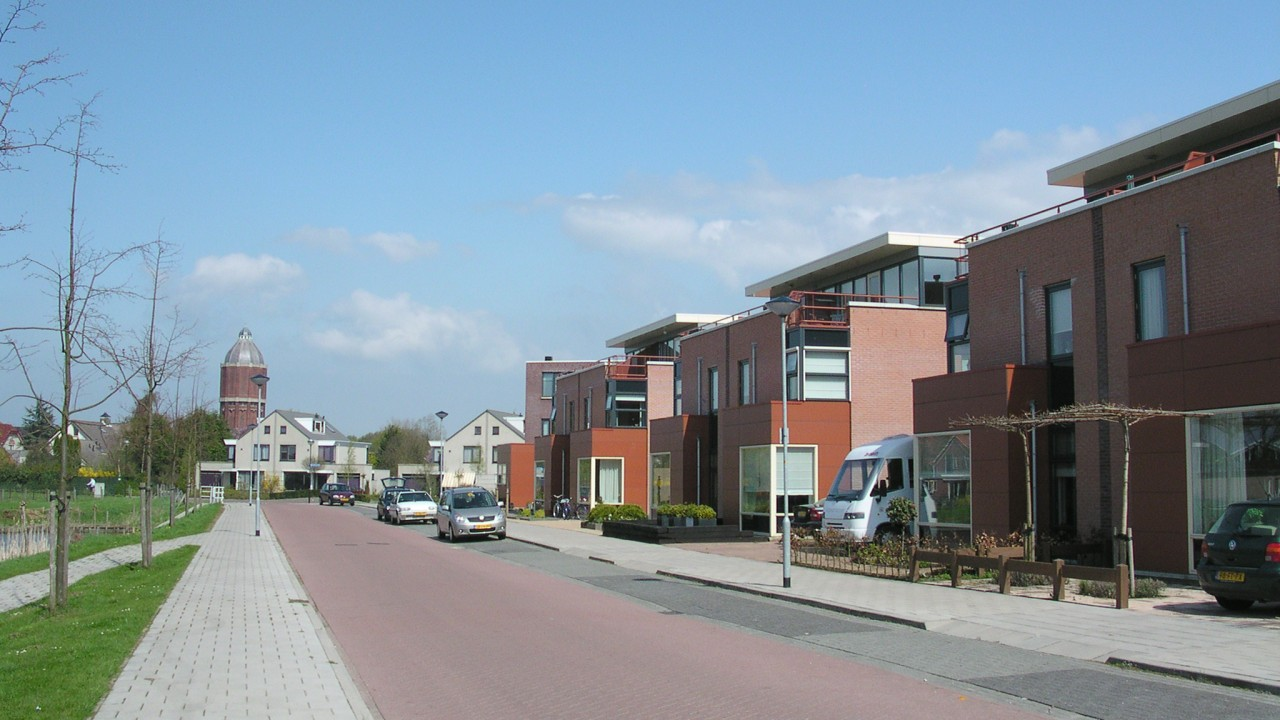
Vinex-wijk in Hoogkarspel, 2006

Toch wil het niet zeggen dat de verstedelijking in Europa en Amerika sinds de jaren vijftig gestopt is. Na het eerste stadium komt het tweede, dat onder de naam suburbanisatie bekend is, van suburb, Engels voor buitenwijk. Nu gaat de mensenstroom in de andere richting. Mensen willen uit de stad om gebrek aan ruimte, lawaai, luchtvervuiling en dergelijke te ontvluchten (stadsvlucht). Hoewel mensen dus ogenschijnlijk buiten de stad gaan wonen, is dit proces ook een resultaat en een onderdeel van verstedelijking, want de voorstadsinwoners zijn zeker geen plattelandsmensen van vroeger. Ze doen niet aan landbouw (hoogstens een tuintje met wat bloemen) en ze zijn nog steeds afhankelijk van de stad, die hen "bedient" op het gebied van voedsel, werkgelegenheid, onderwijs en cultuur.

## Gevolgen voor het milieu

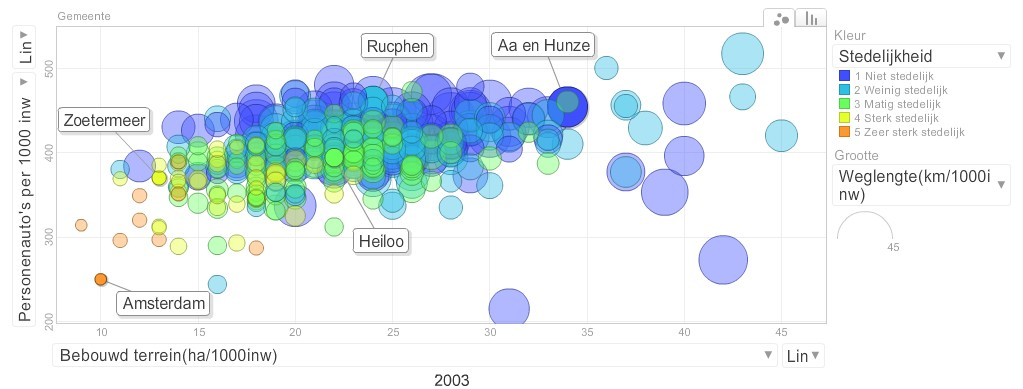
Stedelijk milieu

Verstedelijking lijkt op het eerste gezicht slecht te zijn voor het milieu. Men ziet in de steden immers veel verkeer, asfalt, productie van fijnstof, en relatief weinig groen. In de eerste fase van de verstedelijking, eerst in de westerse wereld, was de bestaande wet- en regelgeving en de bestaande milieutechnische infrastructuur niet opgewassen tegen een sterk toenemende bevolkingsgroei en industrialisatie. De milieuproblemen zijn in de eerste fase van de urbanisatie soms zeer groot, zoals de situatie in China (maar ook in Nederland) heeft laten zien. Echter als het effect van verstedelijking op het milieu beschouwd wordt vanuit een relatief perspectief en meer op de lange termijn, dan wordt duidelijk dat er ook positieve aspecten zijn. In stedelijke gebieden is per inwoner de hoeveelheid asfalt, het aantal personenauto's en de oppervlakte bebouwd terrein aanzienlijk lager dan in niet-stedelijke gebieden. In nevenstaande figuur is de relatie te zien van de individuele impact van inwoners van Nederlandse gemeentes op het milieu en stedelijkheid. Het verband tussen de stijgende levensstandaard en de grotere ecologische voetafdruk is hier echter niet in meegenomen.
Verstedelijking heeft vaak nadelige gevolgen voor de waterhuishouding in een gebied. De neerslag die er valt, kan niet langer in de bodem infiltreren en komt versneld tot afstroming in de rivieren en beken die het gebied doorkruisen. Die krijgen daardoor te maken met hogere debieten, waardoor de kans op overstromingen en dijkdoorbraken in de benedenloop van die wateren groter wordt.
Aan het fenomeen lichtvervuiling wordt nog maar betrekkelijk korte tijd aandacht besteed. Nachtverlichting, zoals verlichting in de glastuinbouw, straatverlichting, verlichting van snelwegen en gebouwen, veroorzaakt ecologische schade. Lichtvervuiling kan het biologische dag- en nachtritme van mensen en dieren verstoren en planten in hun groeiwijze beïnvloeden. Ook worden astronomische waarnemingen erdoor bemoeilijkt. Verder is er steeds meer aandacht voor de impact van het energieverbruik waardoor deze verlichting wordt aangestuurd. Het gebruik van energie heeft op zijn beurt onder andere invloed op de luchtvervuiling, waaronder men in verstedelijkte gebieden - onder meer door gemotoriseerd verkeer en verbranding middels open haarden - meer te lijden heeft dan in dunbevolkte streken.

## Trivia
- Om de graad van economische ontwikkeling te meten in de middeleeuwen wordt de urbanisatie als graadmeter gebruikt bij gebrek aan economische statistieken. Verstedelijking was immers alleen mogelijk, indien op het platteland een economisch overschot werd geproduceerd.